# 圣阿芒德贝尔韦斯
圣阿芒德贝尔韦斯（法語：Saint-Amand-de-Belvès，法語發音：[sɛ̃.t‿amɑ̃ də bɛlvɛs]）是法国多尔多涅省的一个旧市镇，属于萨拉拉卡内达区。2016年，圣阿芒德贝尔韦斯与市镇贝尔韦斯合并为新市镇派德贝尔韦斯。

## 地理
圣阿芒德贝尔韦斯（44°45'41"N, 1°2'15"E）面积7.06 平方千米，位于法国新阿基坦大区多爾多涅省，该省份为法国西南部内陆省份，是法國本土面积第三大的省，大致对应佩里戈尔地区，北起顺时针与夏朗德省、上维埃纳省、科雷兹省、洛特省、洛特-加龙省、吉倫特省和滨海夏朗德省接壤。
与圣阿芒德贝尔韦斯接壤的市镇（或旧市镇、城区）包括：卡尔沃。

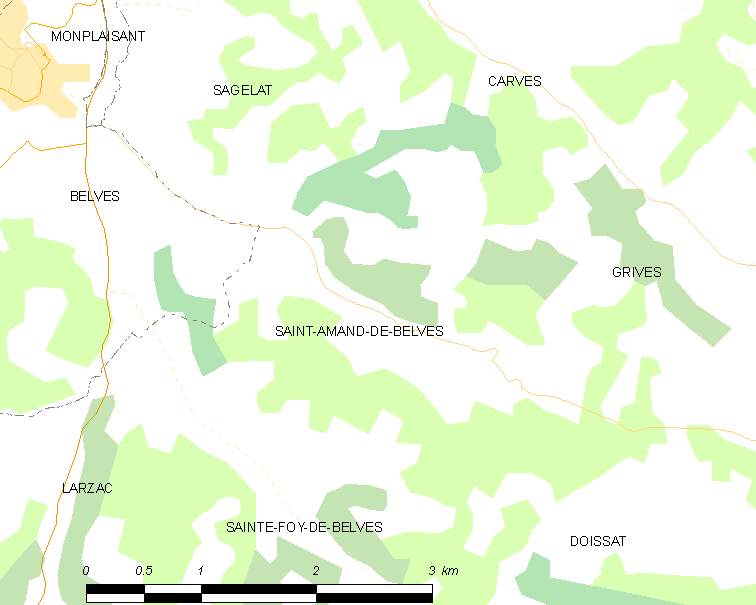
圣阿芒德贝尔韦斯的OSM定位图

圣阿芒德贝尔韦斯的时区为UTC+01:00、UTC+02:00（夏令时）。

## 行政
圣阿芒德贝尔韦斯的邮政编码为24170，INSEE市镇编码为24363。

## 政治
圣阿芒德贝尔韦斯所属的省级选区为多尔多涅河谷县。

## 人口

1962-2008年间圣阿芒德贝尔韦斯人口变化图示

圣阿芒德贝尔韦斯于2018年1月1日时的人口数量为116人。